# Roccalbegna
Roccalbegna est une commune italienne située dans la province de Grosseto en Toscane qui fait partie de l'union des communes de montagne Amiata-Grossetana.

## Géographie
Son territoire s'étend dans la partie intérieure et septentrionale des collines de l'Albegna et de la Fiora et est traversé par la rivière Albegna.

### Aire naturelle
- Réserve naturelle du Bosco dei Rocconi (1998)
- Réserve naturelle de Pescinello (1998)

## Histoire
La ville, d' origine médiévale, fut possession de la famille Aldobrandeschi au XIIIe siècle, avant de passer à la fin du siècle sous la domination de Sienne, sous la juridiction de laquelle elle resta jusqu'au milieu du XVIe siècle.
Avec la chute de la république de Sienne, les Médicis prirent possession de Roccalbegna et la cédèrent au comté de Santa Fiora. Dans la seconde moitié du XVIIe siècle, la ville passa aux mains de la famille siennoise Bichi, restant sous leur contrôle jusqu'à la fin du XVIIIe siècle, lorsqu'elle devint une commune libre du grand-duché de Toscane.

### Architecture militaire
- Murailles de Roccalbegna (XIIIe siècle)
- Murailles de Cana (XIIIe siècle)
- Cassero Senese (XIIIe siècle)
- Forteresse aldobrandesque (XIIIe siècle)
- Château de Triana

## Culture

### Monuments
Église Saints-Pierre-et-Paul

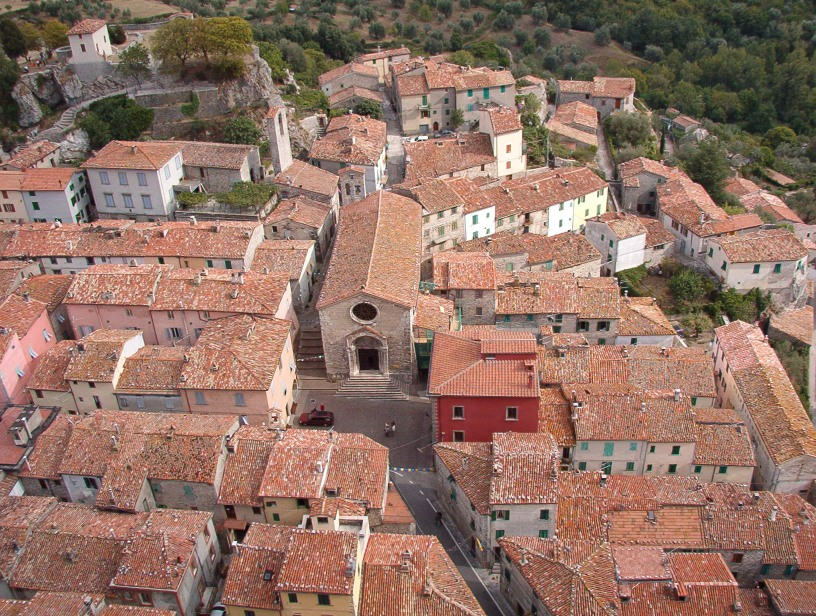
Église Santi Pietro e Paolo vue de la Rocca.

- Retable triptyque (démembré) du maître-autel, d'Ambrogio Lorenzetti,
- Vestige de fresque de la Madonna della Misericordia tra i Santi Sebastiano e Fabiano
- Madonna con i Santi Cristoforo e Giacomo, de Francesco Nasini,
- Crucifix en bois polychrome,
- Pietà con i dolenti d'Alessandro Casolani.

Museo di Roccalbegna (oratorio del Santissimo Crocifisso)
- Crucifix attribué à Luca di Tommè (v. 1360).
- Trois tableaux de Sebastiano Folli, représentant la Madonna della Misericordia, Cristo in Pietà, Due confratelli in adorazione della Croce et un Angelo con la testa del Battista.
- Trois tableaux de  Francesco Nasini : Sant'Antonio da Padova col Bambin Gesù, San Nicola di Bari con l'Angelo et la Madonna col Bambino.

## Administration
| Période                                  | Période  | Identité      | Étiquette | Qualité |
| ---------------------------------------- | -------- | ------------- | --------- | ------- |
| 2011                                     | En cours | Massimo Galli |           |         |
| Les données manquantes sont à compléter. |          |               |           |         |

### Hameaux
Cana, Santa Caterina, Triana, Vallerona.

### Communes limitrophes
Arcidosso, Campagnatico, Manciano, Santa Fiora, Scansano, Semproniano.